# لوري بيل
لوري بيل (بالإنجليزية: Laurie Bell)‏ (1 سبتمبر 1992 في المملكة المتحدة - ) هو لاعب كرة قدم بريطاني في مركز الوسط. لعب مع تولسا روناكس وVentura County Fusion ‏.

## وصلات خارجية
- لوري بيل على موقع اتحاد السويد (السويدية)
- لوري بيل على موقع قاعدة بيانات كرة القدم.إي يو (الإنجليزية)
- لوري بيل على موقع Soccerway.com (الإنجليزية)